# Апамея (Фригия)
Апаме́я  (лат. Apamea, др.-греч. Απάμεια, так называемая Апамея Кибот, Апамея Киботус, Апамея Киботос, лат. Apamea Cibotus, др.-греч. Απάμεια Κιβωτός, Апамея на Меандре, лат. Apamea ad Maeandrum) — греческий, римский и византийский город в Южной Фригии, во времена римского владычества значительный город и важный торговый центр Великой Фригии близ границы с Писидией, расположенный на большом торговом пути на Восток, у слияния Меандра и Марсия (лат. Marsyas, др.-греч. Μαρσύας), притока Меандра. Первоначально пограничная крепость, основанная южнее и ниже древнего города Келены царём государства Селевкидов (281—261 до н. э.) Антиохом Сотером и названный в честь его матери Апамы. В Апамею Антиох I Сотер переселил жителей Келен. Ныне — турецкий город Динар в иле Афьонкарахисар. Сохранились значительные остатки города, включая большое количество важных греко-римских надписей.
Царь государства Селевкидов Антиох III Великий переселил в Апамею множество евреев. В Апамее Антиох III Великий принимал римских послов в 193 году до н. э. и собирал войска перед битвой при Магнезии с римлянами в 190 году до н. э. В 188 до н. э. в Апамее был подписан Апамейский мир. Затем Апамея отошла Пергамскому царству, в 133 году до н. э. — Риму. Апамея управлялась римским консулом Митридатом V Эвергетом до его убийства в 120 году до н. э.
В 116 году до н. э. Апамея вошла в римскую провинцию Азию. После Митридатовых войн (89—63 гг. до н. э.), в римскую эпоху Апамея — второй по значению (после Эфеса) торговый город провинции Азии. По приказу пропретора Азии Флакка в 62 году до н. э. была конфискована громадная сумма еврейских денег — около 100 фунтов золота — предназначавшихся для Иерусалимского храма. В 84 году до н. э. Луций Корнелий Сулла сделал Апамею местом так называемого conventus iuridicus. 
В III веке Апамея пришла в упадок из-за кризиса Римской империи. В Апамее находилась кафедра епархии, но город не был важным военным или торговым центром в византийскую эпоху. Сельджуки впервые захватили Апамею в 1070 году при султане Алп-Арслане, и с XIII века Апамея вошла в Османскую империю. В течение долгого времени Апамея была одним из самых больших городов Малой Азии, господствующим на пути на Восток, но когда торговые пути были направлены в Константинополь, Апамея быстро пришла в упадок, и была разрушена землетрясением.
С 2008 года проводятся раскопки Апамеи и Келен археологической экспедицией под руководством Аскольда Иванчика совместно с Латифе Зуммерер (Мюнхенский университет) и Александром фон Кинлином (Цюрихский университет).

## Ной на монетах Апамеи
На бронзовых монетах, отчеканенных в Апамее при Септимии Севере (193—211), Макрине (217—218) и Филиппе I Арабе (244—249), на реверсе изображен Ной со своей женой в Ноевом ковчеге, здесь же имеется надпись «Ной» (др.-греч. Νώε). Отсюда название «Киботос» (др.-греч. κιβωτός — кивот, ковчег). Согласно еврейскому преданию, вероятно, происходившему от названия Кибот, который носил город, и приведенному в «Сивиллиных книгах», гора Арарат, на которой остановился Ноев ковчег, находилась во Фригии в районе города Апамея у истока реки Марсий.
Кроме легенды о Ное, большим распространением в Апамее, как и во всей остальной Фригии, пользовались предания об Енохе. В легендах позднейшего происхождения о Аннаке или Наннаке, возникших уже в самой Фригии, оба эти лица были слиты воедино.

## Ранневизантийский храм в Апамее
В полукилометре на восток от города Динар, к югу от древнего городища на горе Калеикиги (1199 м) на уступе на высоте 1050 метров над уровнем моря находятся руины ранневизантийского христианского храма. Храм расположен на западном краю площадки 100×150 метров, над обрывом. Много ниже по уровню находится акрополь Келен. К югу от храма находится прямоугольное здание, разделённое перегородками на небольшие помещения, предположительно, кельи монастыря или гостиница для паломников. Храм представляет собой трёхнефную базилику с квадратным наосом 16×16 метров и имеет выступающую с востока апсиду и на западной стороне прямоугольный нартекс с тремя входами, фланкированный квадратными камерами. В южной камере (баптистерии) найдена купель, высеченная из блока известняка. Сохранились стены до трёх рядов регулярной кладки из крупных блоков буро-серого известняка.
4 ноября 1826 года английский путешественник и исследователь Фрэнсис Арунделл в поисках крепости поднялся на гору Калеикиги и обнаружил развалины византийского храма и кладбище. Густав Гиршфельд предположил, что храм стоит на месте античного храма, который находился в центре цитадели (акрополя) древних Келен. Его мнение опроверг Дэвид Джордж Хогарт. В 1891 году местность Апамеи обследовал Уильям Митчелл Рамзай и высказал предположение, что храм стоит на месте храма Зевса. Йозеф Стржиговский рассматривал церковь в Апамее как промежуточную ступень от церквей Исаврии в Бинбир-Килисе к церкви Успения в Никее.
В 2009 и 2010 году обследования руин церкви в Апамее провёл отряд под руководством Владимира Седова в составе франко-германской археологической экспедиции. Предварительно, церковь датируется первой половиной — серединой VI века.
В нескольких метрах к северу от храма на отдельном блоке найдена надпись греч. Κύριε βοήθει («Господи, помилуй»), которую Уильям Митчелл Рамзай нашёл и прочитал в конце XIX века. Аскольд Иванчик определил её возраст VI—VII вв.